# Steinklöbe
Koordinaten: 51° 16′ 49″ N, 11° 30′ 21″ O
Die Steinklöbe sind ein Naturschutzgebiet in der Stadt Querfurt im Saalekreis sowie der Stadt Nebra (Unstrut) und der Gemeinde Kaiserpfalz im Burgenlandkreis in Sachsen-Anhalt.

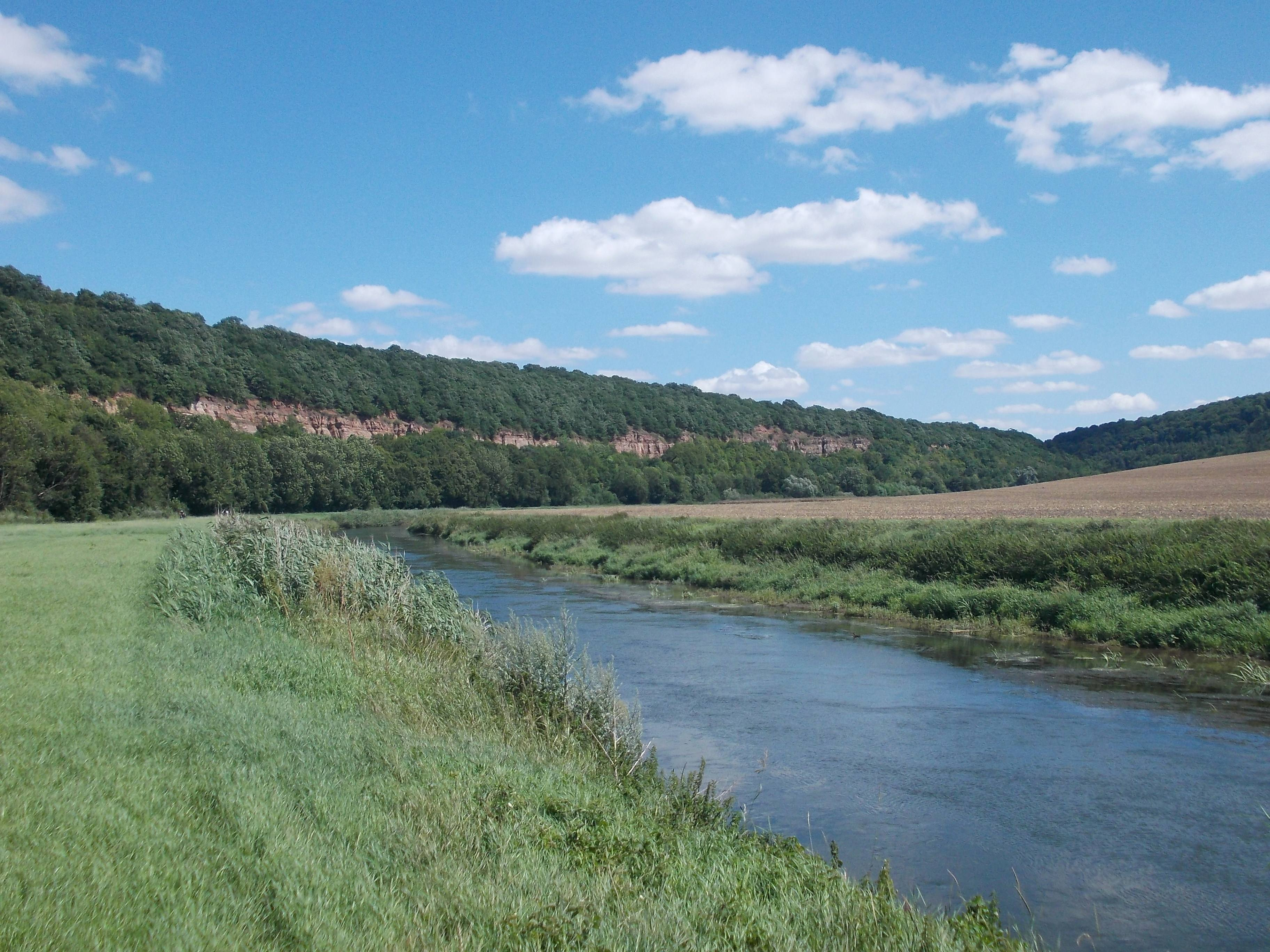
Unstrut am NSG Steinklöbe

## Allgemeines
Das Naturschutzgebiet mit dem Kennzeichen NSG 0123 ist circa 83 Hektar groß, wovon etwa 20 Hektar auf den Burgenlandkreis entfallen. Es ist vollständig Bestandteil des etwa 2315 Hektar großen FFH-Gebietes „Ziegelrodaer Buntsandsteinplateau“ und größtenteils vom Landschaftsschutzgebiet „Unstrut-Triasland“ umgeben. Das Gebiet steht seit 1994 unter Schutz (Datum der Verordnung: 15. September 1994). Zuständige untere Naturschutzbehörden sind die Landkreise Saalekreis und Burgenlandkreis.

## Beschreibung
Das Naturschutzgebiet liegt westlich von Nebra (Unstrut) und südöstlich von Roßleben im Naturpark Saale-Unstrut-Triasland. Es stellt einen in südwestliche Richtungen exponierten Unterhang der Querfurter Platte, der teilweise steil zur Unstrut abfällt, unter Schutz. Das Naturschutzgebiet wird von verschiedenen naturnahen Waldgesellschaften geprägt. So sind Traubeneichen-Buchenwälder zu finden, die im Norden des Schutzgebietes in Eichen-Hainbuchenwälder übergehen. Wärmebegünstigte Standorte werden von Eichenwald eingenommen sowie an der oberen Hangkante des Steilhangs von Elsbeeren-Eichenwald mit Waldmantelgebüschen und Staudensäumen, an die sich Trockenrasengesellschaften anschließen. Die Waldmantelgebüsche werden von Schneeball-Hartriegel- und Liguster-Schlehen-Gebüschen gebildet. Die Staudensäume sind auf basenreichen Standorten als Blutstorchschnabel-Hirschwurz-Saum mit Diptam und auf basenarmen Standorten als Blutstorchschnabel-Waldklee-Saum mit Blaugrünem Labkraut ausgebildet. Die Trockenrasengesellschaften sind als Walliser-Schwingel-Pfriemengras-Trockenrasen und Furchenschwingel-Fiederzwenken-Halbtrockenrasen ausgebildet. Hier siedeln auf kalkärmeren Standorten u. a. Frühlingsadonisröschen, Stängelloser Tragant, Zottiger Spitzkiel, Purpurkönigskerze, Echtes Federgras sowie auf kalkreicheren Standorten u. a. Dreizähniges Knabenkraut, Pyramidenspitzorchis, Gewöhnlicher Hufeisenklee und Edelgamander. Die Wälder im Naturschutzgebiet wurden historisch als Mittelwald bewirtschaftet, wegen des hohen Laubholzanteils aber im 20. Jahrhundert in Hochwald überführt.
Das Naturschutzgebiet ist Lebensraum einer artenreichen Fauna. So sind hier verschiedene Greifvögel und Spechte ebenso heimisch wie Neuntöter, Raubwürger und Goldammer. Auch für Kleinsäugerarten – insbesondere Fledermäuse wie Mopsfledermaus und Kleine Hufeisennase sowie Spitzmäuse – haben die Wälder einen hohen Wert. Weiterhin verfügt das Naturschutzgebiet über eine bemerkenswerte Heuschrecken-, Zikaden- und Laufkäferfauna.
Nach Norden und Osten schließen sich überwiegend weitere Wälder, nach Süden und Westen landwirtschaftliche Nutzflächen an das Naturschutzgebiet an. Im Tal der Unstrut im Süden des Schutzgebietes grenzt es an die Bahnstrecke Naumburg–Reinsdorf.